# Bahnhof Vlissingen Souburg
Der Bahnhof Vlissingen Souburg (niederländisch Station Vlissingen Souburg) ist neben dem Bahnhof Vlissingen der kleinere der beiden Bahnhöfe in Vlissingen in der Provinz Zeeland. Der 1986 eröffnete Vorstadthaltepunkt im Stadtteil Oost-Souburg liegt an der Zeeuwse Lijn (deutsch Seeland-Linie) der Nederlandse Spoorwegen, die von Vlissingen über Roosendaal zum Bahnhof Amsterdam Centraal führt.
Der Bahnhof liegt auf einem Bahndamm parallel zum Kanaal door Walcheren in der Nähe der Drehbrücke Souburg nach West-Souburg und verfügt über zwei Durchgangsgleise mit Seitenbahnsteigen. Bis 2007 befand sich auf dem östlichen Bahnsteig (Richtung Roosendaal und Amsterdam) ein kleines Bahnhofsgebäude mit Wartehalle, das dem niederländischen Standardentwurf Vororthaltestelle des Architekten Hans Bak entsprach. Der Fahrkartenschalter war schon einige Jahre vor dem Abriss geschlossen worden. Am Eingang des Bahnhofs befinden sich Parkplätze, Fahrradständer sowie eine Bushaltestelle.
Den Bahnhof bedienen halbstündlich ein Intercity nach Amsterdam und Vlissingen. Er dient hauptsächlich den Bewohnern der Stadtteile Oost-Souburg und Westerzicht, aber auch den nördlichen Stadtbezirken Vlissingens, weil der Bahnhof Vlissingen weiter außerhalb liegt.

## Streckenverbindungen
Folgende Linien bedienen den Bahnhof Vlissingen Souburg im Jahresfahrplan 2022:
| Zugtyp    | Linienverlauf | Frequenz |
| --------- | --- | --- |
| Intercity | Amsterdam Centraal – Amsterdam Sloterdijk – Haarlem – Leiden Centraal – Den Haag HS – Delft – Rotterdam Centraal – Dordrecht – Roosendaal – Vlissingen Souburg – Vlissingen | stündlich (fährt abends und am Wochenende halbstündlich und hält an allen Bahnhöfen zwischen Bergen op Zoom und Vlissingen) |
| Sprinter  | Roosendaal – Bergen op Zoom – Goes – Middelburg – Vlissingen Souburg – Vlissingen                                                                                           | stündlich (fährt nicht abends und am Wochenende)                                                                            |